# Camuesa Castellana
Camuesa Castellana es el nombre de una variedad cultivar de manzano (Malus domestica) Esta manzana está cultivada tradicionalmente en la zona de Daroca, Aragón.

## Sinónimos
- “Camuesa Castellana de Daroca“,
- “Camuesas“.[3][2]

## Características
El manzano de la variedad 'Camuesa Castellana' tiene un vigor Medio; tubo del cáliz con el fondo verde claro, estambres insertos bajos.
La variedad de manzana 'Camuesa Castellana' tiene un fruto de tamaño mediano; forma cónico-truncada en su cima y más ancha en su base o regularmente ovada, no siendo su forma constante, presentando contorno marcadamente asimétrico generalmente rebajado de un lado; piel lisa, fuerte, acharolada; con color de fondo amarillo o verde-amarillo, sobre color importante, siendo el color del sobre color rojo, siendo su reparto en amplias placas, lenticelas abundantes pequeñas blanquecinas, y una sensibilidad al "russeting" (pardeamiento áspero superficial que presentan algunas variedades) ausente o muy débil; con grosor de pedúnculo fino, longitud del pedúnculo medio, anchura de la cavidad peduncular estrecha, profundidad cavidad pedúncular poca a media, bordes lisos o levemente ondulados, e importancia del "russeting" en cavidad peduncular ausente o iniciando sombreado ruginoso verde-marrón; profundidad de la cavidad calicina es poco profunda (en algunos frutos casi superficial), anchura de la cavidad calicina estrecha, bordes irregularmente ondulados y casi siempre rebajados de un lado, importancia del "russeting" en cavidad calicina ausente; ojo pequeño o medio, con apertura del ojo semiabierto o totalmente cerrado; sépalos largos y puntiagudos, su posición es variada, en algunos frutos presentan éstos separación basal notable y en otros, por el contrario, van solapándose unos sobre otros lo que le da un aspecto distinto al ojo.
Carne de color blanco verdosa, suavemente crema y con fibras verdosas; textura dura, crujiente, medianamente jugosa; sabor acidulado y aromático; 
corazón más cerca del pedúnculo, bulbiforme o ausencia de las fibras que lo enmarcan; eje agrietado irregularmente o cóncavo; celdas semi lunares, alargadas, cartilaginosas y rayadas de blanco; semillas alargadas e irregulares.
La manzana 'Camuesa Castellana' tiene una época de maduración y recolección tardía, madura en el invierno. Se trata de una variedad muy productiva, tiende a dar cosechas numerosas cada dos años (contrañada); conviene aclarar la producción cuando estén en flor o el fruto sea pequeño, para que dé buenos frutos anualmente. Se usa como manzana de mesa fresca y en la cocina.

## Cultivo
Se injertan de púa sobre "maíllos" que se traen "del monte" y "manzanos nacedizos". Los patrones se suelen trasplantar entre noviembre y marzo y se injertan al año siguiente, aunque en algunos casos se realiza el injerto ese mismo invierno. Los patrones se trasplantaban en un hoyo muy hondo “hasta la altura de la faja” (aprox. 1 m). Se debe hacer el hoyo en otoño, porque durante todo el invierno "se cría una babilla de tierra fina en el hoyo" que es beneficiosa para el árbol. Los injertos se deben hacer en febrero o marzo, “cuando se empieza a mover la savia, a despegarse la corteza”. Las púas se solían recoger de frutales más atrasados que el patrón, ya que “la puga tiene que tener menos savia que el patrón, para que no se seque”.